# Stonesiella selaginoides
Stonesiella selaginoides är en ärtväxtart som först beskrevs av Joseph Dalton Hooker, och fick sitt nu gällande namn av Michael Douglas Crisp och Peter Henry Weston. Stonesiella selaginoides ingår i släktet Stonesiella och familjen ärtväxter. Inga underarter finns listade i Catalogue of Life.